# Laurent Robuschi
Laurent Robuschi, (Nice, 5 de outubro de 1935), é um ex-futebolista francês. Ele competiu na Copa do Mundo FIFA de 1966, sediada na Inglaterra, na qual a seleção de seu país terminou na 13º colocação dentre os 16 participantes.